# Mochdre, Conwy
Mochdre är en community i Storbritannien.   Den ligger i kommunen Conwy och riksdelen Wales, i den södra delen av landet, 300 km nordväst om huvudstaden London.
Större delen av communityn är en del av tätorten Colwyn Bay.